# تام میسون
تام میسون (انگلیسی: Tom Mason؛ ۲۹ آوریل ۱۹۲۰ – ۱ دسامبر ۱۹۸۰) یک هنرپیشه اهل ایالات متحده آمریکا بود. 
از فیلم‌ها یا برنامه‌های تلویزیونی که وی در آن نقش داشته است می‌توان به طرح شماره ۹ بیرون از فضا اشاره کرد.